# تووریهراز
تووریهراز (به چکی: Tvořihráz) یک منطقهٔ مسکونی در جمهوری چک است که در شهرستان زنویمو واقع شده‌است. تووریهراز ۱۰٫۹۴ کیلومتر مربع مساحت و ۳۶۰ نفر جمعیت دارد و ۳۱۵ متر بالاتر از سطح دریا واقع شده‌است.